# Tập tính cậy đông

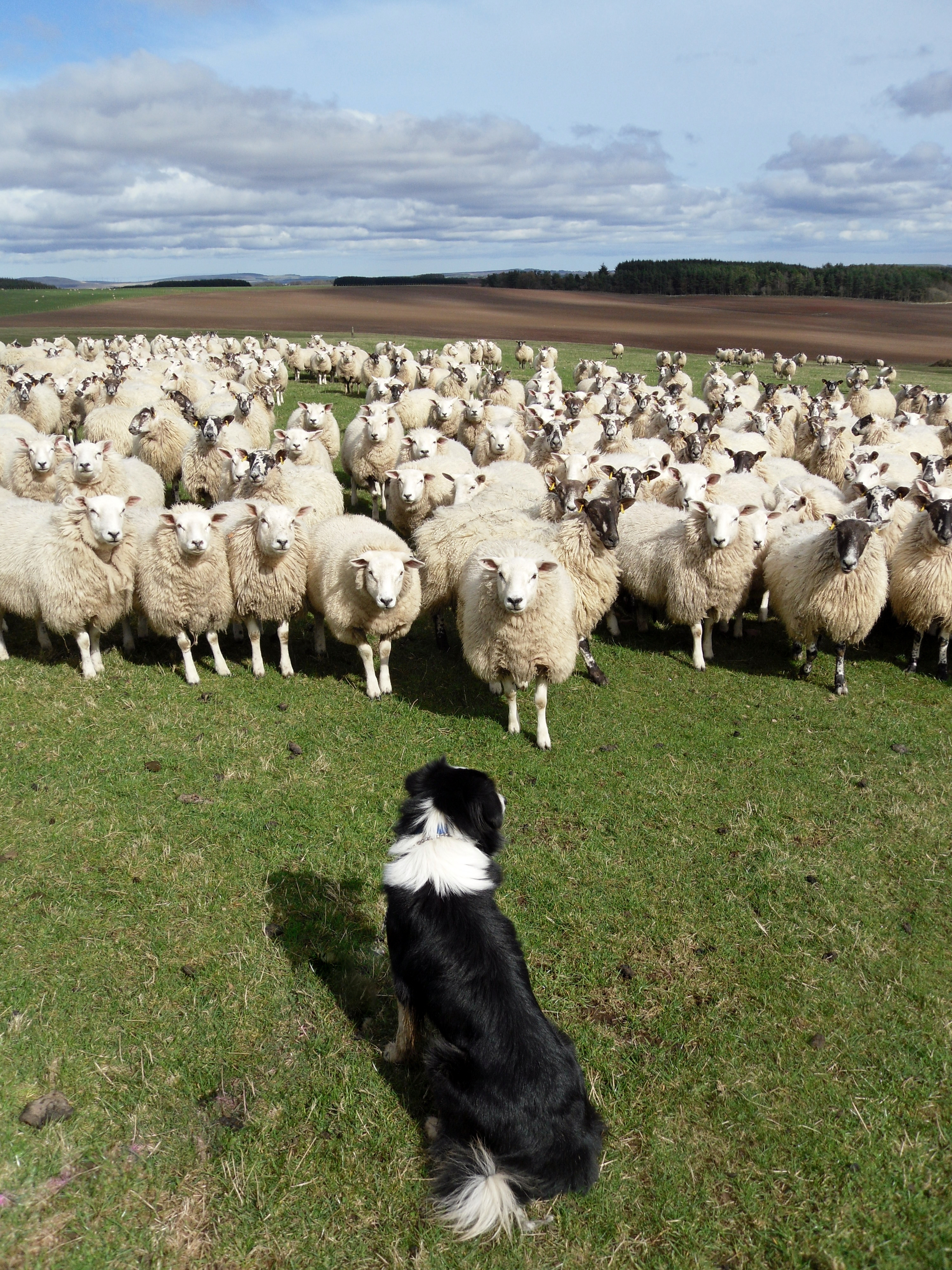
Một đàn cừu cậy đông đối chọi lại với chú chó chăn cừu đơn độc

Hành vi cậy đông (Mobbing) hay sự hợp sức, tụ họp ở động vật là sự thích nghi của động vật trong cơ chế tự vệ của chúng, trong đó các cá thể của loài là con mồi hay loài yếu thế sẽ tập hợp lại để bao vây, kéo ồ vào để hợp sức tấn công hoặc quấy rối những kẻ săn mồi, kẻ thù bằng những thủ đoạn dọa dẫm và quấy nhiễu, gây hấn cho đến khi kẻ thù chịu không nổi phải bỏ đi cho yên thân. Hành vi này ở những gia đìnhh động vật thường là để bảo vệ con cái của chúng. Ở loài người thì thuật ngữ ỷ đông hiếp yếu như một thuật ngữ xã hội học có nghĩa là sự bắt nạt một cá nhân bởi một nhóm, chẳng hạn như gia đình, nhóm, trường học, nơi làm việc, khu phố, cộng đồng hoặc trực tuyến (ném đá trên mạng).
Một định nghĩa đơn giản về cậy đông là một tập hợp các cá thể để tụ tập xung quanh một kẻ săn mồi nguy hiểm tiềm tàng. Điều này thường thấy nhất ở các loài chim, mặc dù nó cũng được biết là xảy ra ở nhiều loài động vật khác như chồn đất Meerkat và một số loài thuộc họ trâu bò hay ở loài khỉ hoặc linh cẩu tập hợp lại để dọa đuổi sư tử. Mặc dù tập tính cậy đông đã phát triển độc lập ở nhiều loài, nhưng nó chỉ có xu hướng xuất hiện ở những loài có con non thường xuyên bị những kẻ săn mồi rình rập. Các tiếng kêu cảnh báo có thể được sử dụng để tập hợp các cá thể gần đó hợp tác trong một cuộc tấn công.

## Đại cương
Một cách khác mà phương pháp so sánh có thể được sử dụng là so sánh mòng biển với các sinh vật có quan hệ họ hàng xa. Cách tiếp cận này dựa trên sự tồn tại của quá trình tiến hóa hội tụ, nơi các sinh vật có quan hệ họ hàng xa nhau tiến hóa cùng một đặc điểm do áp lực chọn lọc tương tự. Như đã đề cập, nhiều loài chim như chim én cũng bị săn mồi, tuy nhiên các nhóm có quan hệ họ hàng xa hơn bao gồm cả động vật có vú đã được biết là có hành vi này. Một ví dụ là loài sóc đất California chúng đánh lạc hướng những kẻ săn mồi như rắn đuôi chuông và rắn cạp nong mò tới hang ổ bằng cách đá cát vào mặt chúng, điều này làm gián đoạn các cơ quan cảm giác của rắn, đối với rắn crotaline, điều này bao gồm các cơ quan phát hiện nhiệt.
Sự tiến hóa của hành vi cậy đông có thể được giải thích bằng cách sử dụng các chiến lược ổn định về mặt tiến hóa, lần lượt dựa trên lý thuyết trò chơi. Việc cậy đông liên quan đến rủi ro cho cá thể và lợi ích (phần thưởng) cho cá thể khác. Bản thân các cá thể thường liên quan đến nhau về mặt di truyền và việc di chuyển ngày càng được nghiên cứu với quan điểm tập trung vào gen của sự tiến hóa bằng cách xem xét sự phù hợp toàn diện (việc mang gen của một cá thể thông qua các thành viên trong gia đình), thay vì chỉ mang lại lợi ích cho cá thể.
Bằng cách hợp tác để xua đuổi thành công những kẻ săn mồi, tất cả các cá thể tham gia đều tăng cơ hội sống sót và sinh sản. Một cá thể có rất ít cơ hội chống lại kẻ săn mồi lớn hơn, nhưng khi một nhóm lớn tham gia, rủi ro đối với mỗi thành viên trong nhóm sẽ giảm đi hoặc giảm bớt. Cái gọi là hiệu ứng pha loãng do Hamilton đề xuất là một cách giải thích khác về lợi ích của sự hợp tác của những cá thể ích kỷ. Các định luật của Lanchester cũng cung cấp một cái nhìn sâu sắc về lợi thế của việc tấn công trong một nhóm lớn hơn là riêng lẻ. Một cách giải thích khác liên quan đến việc sử dụng lý thuyết tín hiệu, và có thể là lý thuyết đánh đổi. Ở đây, ý tưởng là một con chim đang cậy đông bằng cách tự đặt mình vào rủi ro, sẽ thể hiện trạng thái và sức khỏe của nó để được các đối tác tiềm năng ưa thích.

## Ghi nhận
Tiếng kêu tập họp hay tín hiệu tụ tập là tín hiệu do loài quấy động tạo ra khi quấy rối kẻ thù. Những cuộc gọi này khác với các tiếng kêu báo hiệu trốn thoát khỏi động vật ăn thịt. Chim khổng tước, một loài chim biết hót ở châu Âu, sử dụng tín hiệu như vậy để kêu gọi các loài chim gần đó chi viện để cùng nhau quấy rối một loài chim săn mồi đang đậu gần đó, chẳng hạn như cú. Cuộc gọi này xảy ra trong dải tần âm thanh khoảng 4,5 kHz, và truyền đi trong khoảng cách dài. Tuy nhiên, khi các loài săn mồi đang bay, chúng sử dụng tín hiệu báo động trong dải tần 7–8 kHz.
Tiếng gọi này kém hiệu quả hơn khi di chuyển ở khoảng cách xa, nhưng lại khó nghe hơn đối với cả cú và diều hâu (và phát hiện hướng mà cuộc gọi đến). Trong trường hợp của cuộc gọi báo động, nó có thể gây bất lợi cho những kẻ phát ra nếu động vật săn mồi bắt được tín hiệu này thì lợi bất cập hại, do đó, lựa chọn đã ưu tiên những con chim có thể nghe và sử dụng các cuộc gọi trong dải tần số cao hơn này. Các loài chim sinh sản theo đàn như mòng biển được chứng kiến là đã có sự tập hợp để tấn công những kẻ xâm nhập.
Ở Bắc Mỹ, các loài chim thường xuyên cậy đông bao gồm chim nhại, quạ và chim giẻ cùi, chim chickadees, nhạn biển và chim đen. Các hành vi bao gồm bay liệng về kẻ xâm nhập, bổ nhào tập kích, kêu to và phóng uế vào kẻ săn mồi. Động vật có vú cũng có thể được sử dụng cách này để kiếm thức ăn, bằng cách xua đuổi các loài chim và động vật có vú lớn hơn khỏi nguồn thức ăn hoặc quấy rối một con chim bằng thức ăn. Một con có thể đánh lạc hướng trong khi những con khác nhanh chóng cướp thức ăn. Những loài chim ăn xác như mòng biển thường sử dụng kỹ thuật này để ăn trộm thức ăn của những kẻ gần đó.
Một đàn chim có thể xua đuổi một con vật to khỏe khỏi miếng ăn ví dụ như đàn kền kền ào vào đuổi con báo săn bỏ chạy. Hành vi này có nguy cơ giao tranh với động vật ăn thịt, cũng như năng lượng tiêu hao trong quá trình này. Mòng biển đầu đen là loài hung hăng giao tranh với những kẻ săn mồi xâm nhập, chẳng hạn như quạ ăn thịt. Bên cạnh khả năng xua đuổi kẻ săn mồi, hoạt động quấy rầy này còn thu hút sự chú ý của kẻ săn mồi, khiến các cuộc tấn công lén lút là không thể. Ỷ đông quấy rầy đóng một vai trò quan trọng trong việc xác định động vật ăn thịt và việc học tập giữa các thế hệ về nhận dạng động vật ăn thịt. Các nhà khoa học đang tìm cách huấn luyện các quần thể để xác định và phản ứng với những kẻ săn mồi trước khi thả chúng vào tự nhiên. Bên cạnh nghiên cứu thực nghiệm, phương pháp so sánh cũng có thể được sử dụng để điều tra các giả thuyết như Curio đã đưa ra.